# Ljubomir Widenow
Ljubomir Widenow (auch Lubomir Videnov geschrieben, bulgarisch Любомир Виденов; * 29. August 1951 in Sofia) ist ein bulgarischer Bariton. 

## Leben
Er absolvierte ein Studium an der Musikhochschule Sofia bei Blagowesta Karnobatlowa. Anschließend studierte er Gesang bei Tito Gobbi in Rom sowie bei Giulietta Simionato, Luciano Silvestri, Edoardo Müller, Maestri Mantovani, Rosa und Beltrami an der Scuola di perfezionamento per Artisti Lirici am Mailänder Teatro alla Scala. Zehn Jahre war er als Erster Bariton an der Nationaloper Sofia engagiert, und übernahm Hauptrollen.
Widenow wirkte u. a. als Partner von Giuseppe Di Stefano, José Carreras, Leonie Rysanek, Gena Dimitrowa, Nikolaj Gjaurow und Paata Burchuladze am Teatro alla Scala, Teatro la Fenice (Venedig) und Teatro Massimo (Palermo) sowie Theatern in Alessandria, Cremona, Messina und Mantua.
Der Dirigent Boian Videnoff ist sein Sohn.

## Preise bei Wettbewerben
- Maria Callas (Athen, 1980)
- Viotti (Vercelli, 1981)
- 8. Internationaler Wettbewerb für junge Opernsänger (Sofia, 1984)

## Diskografie
- Ezio – Attila – Verdi, (CD) Delta Music
- Figaro – Il Barbiere di Siviglia – Rossini, VHS live „Pro Opera“ Montevideo
- Andrei Bolkonski – Krieg und Frieden – Prokofjew, (CD) Fidelio
- Misgir – Snegurotschka – Rimski-Korsakow, (CD) Capriccio
- Shelkalov – Boris Godunow – Mussorgski, (CD) Sony